# Chi Trâm

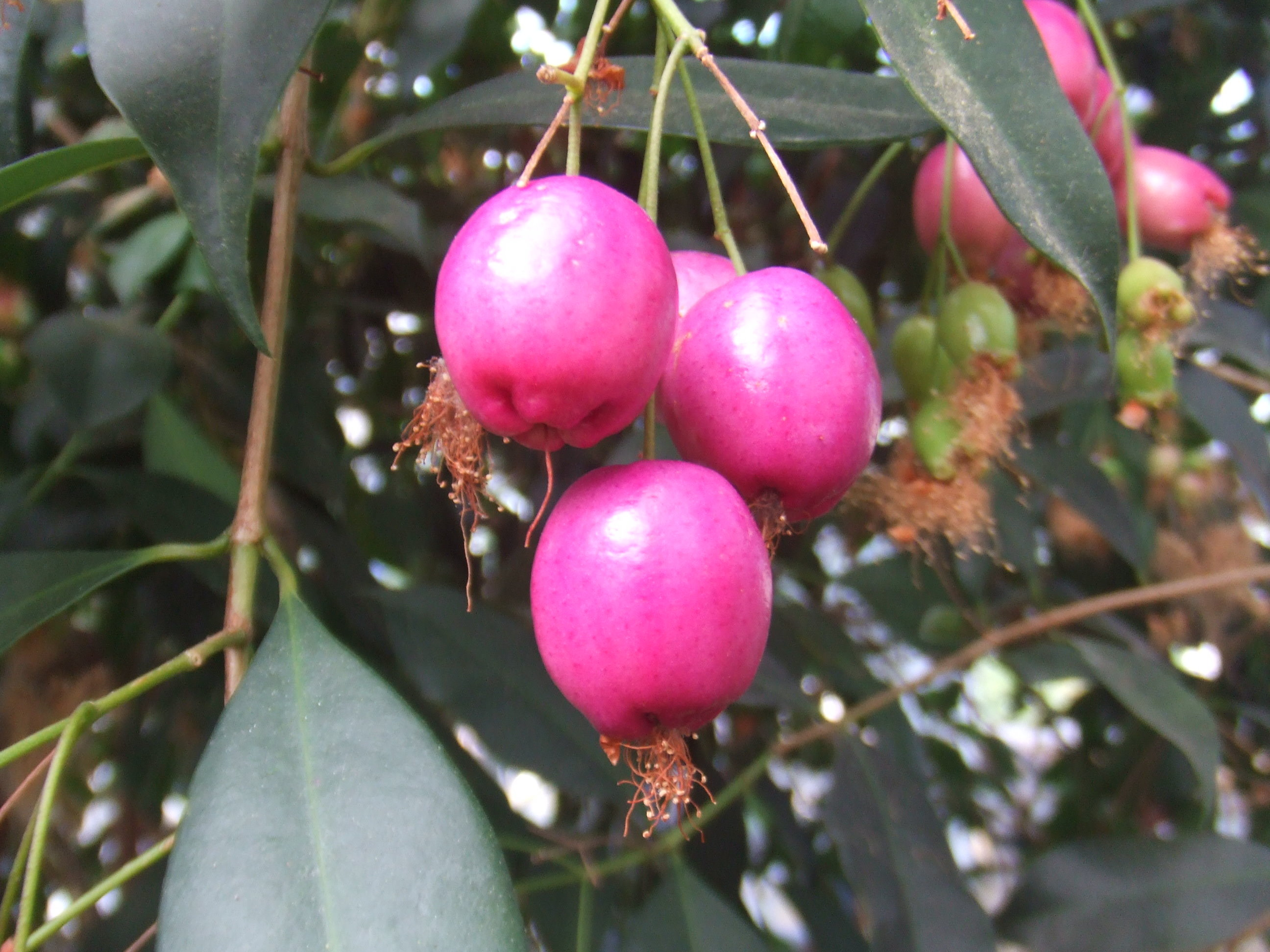
Syzygium oleosum

Chi Trâm (danh pháp khoa học: Syzygium) là một chi thực vật có hoa, thuộc về họ Đào kim nương (Myrtaceae). Chi này chứa khoảng 1.200 loài, và có mặt tại các khu vực nhiệt đới và cận nhiệt đới của Cựu Thế giới và Australia, nhưng đã du nhập sang khu vực nhiệt đới Nam Mỹ. Chúng có quan hệ họ hàng gần với chi Eugenia sinh sống chủ yếu ở khu vực Tân Thế giới; một số nhà thực vật học còn gộp chi Syzygium vào trong chi Eugenia.
Phần lớn các loài là cây thân gỗ và cây bụi thường xanh. Một vài loài được trồng làm cây cảnh vì chúng có tán lá đẹp và một số loài được trồng để lấy quả ăn ở dạng quả tươi hay làm mứt hoặc thạch, trong đó loài quan trọng nhất là đinh hương (Syzygium aromaticum) với các chồi hoa chưa nở là một loại đồ gia vị quan trọng.

## Một số loài
- Syzygium abortivum - trâm lạc thai.
- Syzygium aqueum (đồng nghĩa: Eugenia aquea, Jambosa aquea)
- Syzygium aromaticum (đồng nghĩa: Eugenia aromatica, Caryophyllus aromaticus, Eugenia caryophyllata, Eugenia caryophyllus) - đinh hương
- Syzygium attopeuense - rì rì lá lớn.
- Syzygium balsameum - trâm dầu.
- Syzygium boisianum - trâm Bois.
- Syzygium borneense - trâm sẻ, trâm không đều.
- Syzygium bullockii - trâm Bullock.
- Syzygium buxifolium - trâm lá cà mà.
- Syzygium caryophyllatum (đồng nghĩa: S. caryophyllaeum) - Loài điển hình của chi.
- Syzygium cerasiforme - trâm ba vỏ, trâm khế.
- Syzygium chloranthum - trâm hoa xanh.
- Syzygium claviflorum - trâm hoa mảnh, trâm Ba Vì, trâm Wight.
- Syzygium corticosum - trâm bội.
- Syzygium cumini (đồng nghĩa: Syzygium jambolana, Syzygium jambolanum, Consolida major, Eugenia cumini, Eugenia jambolana, Eugenia djouat, Myrtus cumini, Calyptranthes jambolana) - trâm mốc, trâm gối hay vối rừng
- Syzygium cymosum (đồng nghĩa: Eugenia cymosa)
- Syzygium curranii
- Syzygium eucalyptoides
- Syzygium fastigiatum - trâm tiền diệp.
- Syzygium formosum - trâm đẹp.
- Syzygium forte
- Syzygium fruticosum
- Syzygium glomerulatum - trâm chụm.
- Syzygium grande - trâm to.
- Syzygium guineense
- Syzygium hancei - trâm Hance, phèn đen, trâm Cửu Long, trâm Pételot.
- Syzygium hemisphericum - trâm trắng.
- Syzygium imitans - trâm sao.
- Syzygium jambos (đồng nghĩa: Eugenia jambos, Jambosa jambos, Jambosa vulgaris, Caryophyllus jambos) - doi hoa vàng (lý, bồ đào, giối).
- Syzygium levinei - trâm núi.
- Syzygium malaccense (đồng nghĩa: Caryophyllus malaccensis, Eugenia malaccensis) - roi hoa đỏ, miền nam Việt Nam gọi là mận hồng đào. Không nên nhầm với các loài mận thực sự.
- Syzygium nervosum
- Syzygium nigrans - trâm hoa có đốm.
- Syzygium oblatum - trâm rộng.
- Syzygium odoratum - trâm thơm.
- Syzygium oleosum
- Syzygium pachysarcum - trâm dày.
- Syzygium paniculatum (đồng nghĩa: Eugenia paniculata, Eugenia paniculata australis)
- Syzygium phamhoangii - trâm Phạm Hoàng Hộ.
- Syzygium pierrei - trâm Pierre.
- Syzygium polyanthum (đồng nghĩa: Eugenia polyantha) - sắn thuyền
- Syzygium polycephaloides
- Syzygium polycephalum
- Syzygium pycnanthum
- Syzygium ripicola - trâm suối,
- Syzygium samarangense (đồng nghĩa với Syzygium javanicum, Eugenia javanica, Eugenia alba, Eugenia formosa, Myrtus samarangense, Myrtus samarangensis) - roi/doi hoa trắng, tại miền nam Việt Nam gọi là mận, không nhầm với các loài mận thực thụ là Prunus salicina (hay Prunus triflora) và Prunus domestica.
- Syzygium smithii (đồng nghĩa: Eugenia elliptica, Eugenia smithii)
- Syzygium sterrophyllum - trâm lá cứng.
- Syzygium suborbiculare
- Syzygium syzygioides - trâm kiền kiền.
- Syzygium tetragonum (đồng nghĩa: Syzygium nienkui)
- Syzygium tonkinense - trâm Bắc Bộ.
- Syzygium tsoongii - trâm trái trắng.
- Syzygium vestitum - trâm dẻo.
- Syzygium yersinii - trâm Yersin.
- Syzygium zeylanicum - trâm Tích Lan, trâm vỏ đỏ.
- Syzygium zimmermannii - trâm Zimmermann.

Khoảng 52 tìm thấy tại Úc. Một số loài ở Úc như sau:
- Syzygium australe
- Syzygium corynanthum
- Syzygium crebrinerve
- Syzygium francisii
- Syzygium hodgkinsoniae
- Syzygium luehmanii
- Syzygium leumanii
- Syzygium moorei
- Syzygium oleosum